# Punctoribates conjunctus
Punctoribates conjunctus är en kvalsterart som först beskrevs av Subías, Kahwash och Ruiz 1990.  Punctoribates conjunctus ingår i släktet Punctoribates och familjen Punctoribatidae. Inga underarter finns listade i Catalogue of Life.